# Юрик Іван Іванович
Юрик Іван Іванович (нар. 14 квітня 1981) — державний службовець, колишній в.о. голови правління АТ «Укрзалізниця» з 16 квітня по 24 вересня 2020 року.

## Освіта
Навчальний курс з управління державними фінансами, Школа управління імені Джона Ф. Кеннеді;
Гарвардський університет, США (2008), магістерська програма з економіки, консорціум економічних досліджень та освіти, Національний університет «Києво-Могилянська академія» (2004);
Бакалавр, КНУ ім Шевченка (механіко-математичний факультет), диплом з відзнакою (2002).

## Кар'єра
2007 — Інститут міжнародної економіки ім. Пітерсона, Вашингтон, США,  науковий асистент; проект огляду економічних реформ в Україні з початку незалежності (видана книга “How Ukraine became a market economy and democracy”).
2010–2014 — Blackstone, голова представництва в Україні; корпоративні транзакції з M&A, реструктуризації боргу та залучення капіталу, створення, структурування та впровадження корпоративних транзакцій.
2014–2016 — Міністерство фінансів України, керівник служби міністра, координація та адміністрування ключових проектів та робочих процесів міністерства; супроводження основних ініціатив міністерства в Уряді й Парламенті; координація аналітичної функції та роботи зі ЗМІ; напрацювання презентаційних та аналітичних матеріалів для супроводження діяльності міністра.
2017–2019 — Офіс залучення та підтримки інвестицій Уряду України UkraineInvest, заступник директора, супроводження та впровадження інвестиційних проектів із залученням прямих іноземних інвестицій у реальний сектор економіки України: альтернативна енергетика, інфраструктура (залізниця, морські порти), агропромисловість, сучасне виробництво та нові технології.
20.06.2018 — 05.06.2019 — член наглядової ради АТ «Укрзалізниця».
14.06.2019 — 15.04.2020 — член правління АТ «Укрзалізниця».
16.04.2020 — 24.09.2020 — в.о. голови правління АТ «Укрзалізниця».

## Сім'я
Має дві дочки: Зоряна та Анастасія.